# دوغ لويس (رائد أعمال)
دوغ لويس (بالإنجليزية: Doug Lewis)‏ هو متزحلق جبال الألب ومقدم تلفزيوني ورائد أعمال أمريكي، ولد في 18 يناير 1964 في ميدلبوري في الولايات المتحدة.

## وصلات خارجية
- دوغ لويس على موقع الاتحاد الدولي للتزلج (التزلج على المنحدرات الثلجية) (الإنجليزية)
- دوغ لويس على موقع اللجنة الأولمبية الدولية (الإنجليزية)
- دوغ لويس على موقع أوليمبيديا (الإنجليزية)